# St.-Johannes-Kirche Kleinsolt

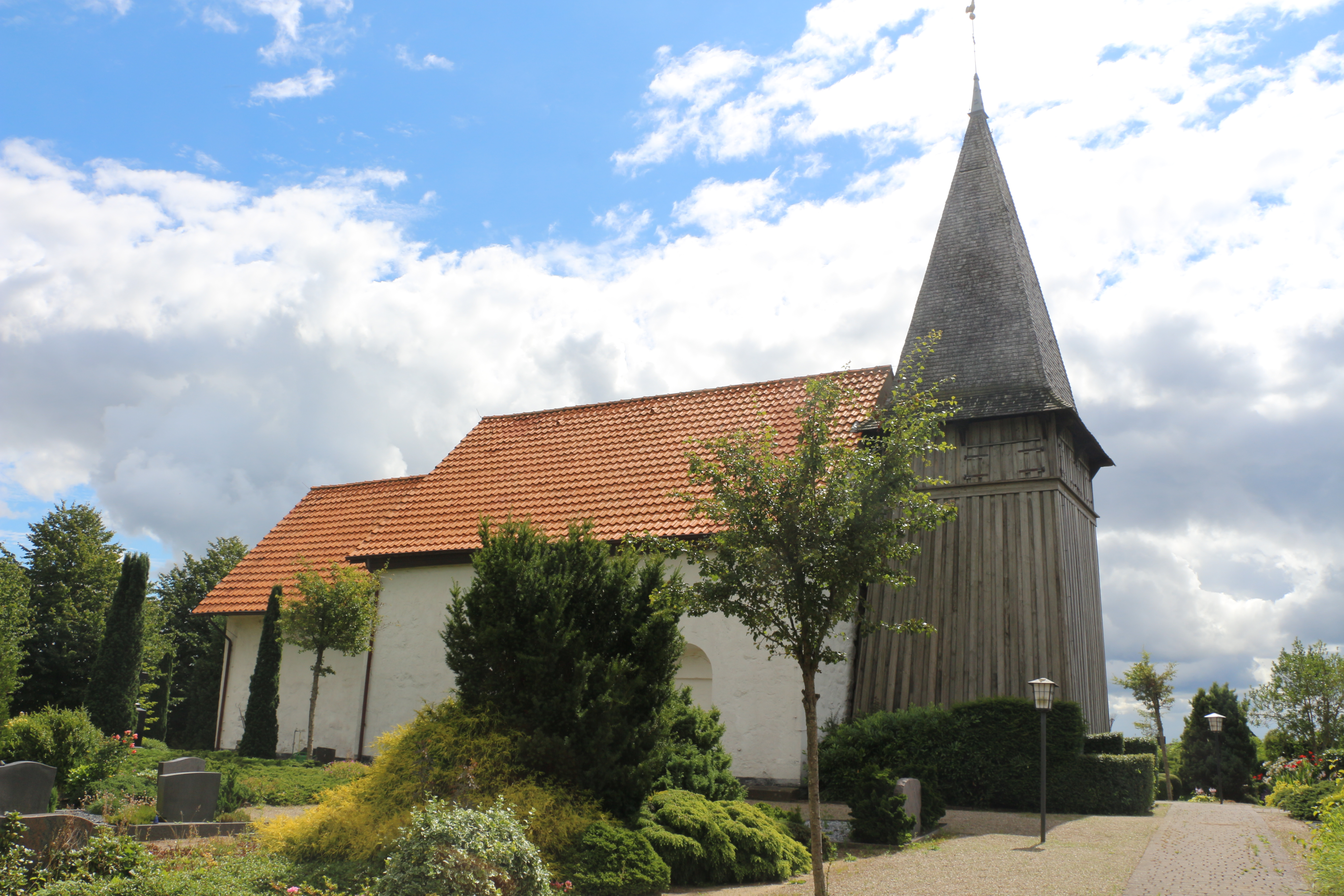
Die Kirche mit ihrem hölzernen Glockenturm von Norden gesehen

Die St.-Johannes-Kirche Kleinsolt (auch: St.-Johannes-Kirche zu Kleinsolt) ist eine romanische Feldsteinkirche an der Eckernförder Landstraße 34, im Dorf Freienwill im historischen Kirchspiel Kleinsolt in der Gemeinde Freienwill im Kreis Schleswig-Flensburg in Schleswig-Holstein. Sie gehört zusammen mit der Kirche Großsolt zur Kirchengemeinde Großsolt-Kleinsolt im Kirchenkreis Schleswig-Flensburg der Evangelisch-Lutherischen Kirche in Norddeutschland.

## Geschichte

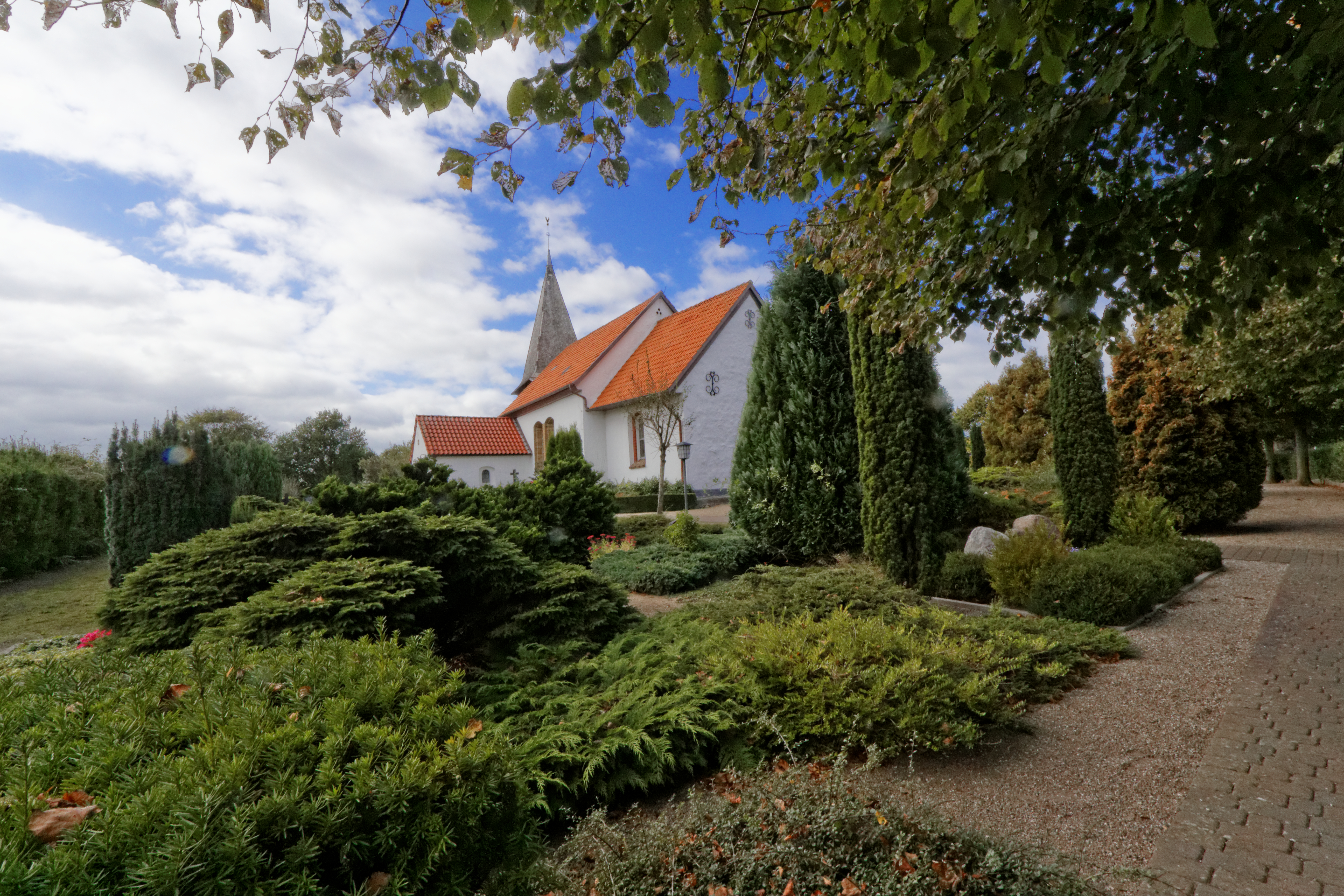
Kirche St. Johannes zu Kleinsolt mit Kirchhof

Die Kirche St. Johannes wurde zum Ende des 12. Jahrhunderts an zentraler Stelle im Abstand von jeweils etwa einer viertel Meile zwischen den beiden Dörfern des Kleinsolter Kirchspiels Kleinwolstrup und Kleinsolt auf einer flachen Sandkuppe einer Hügelgruppe mit Gräbern aus der Bronzezeit als ein romanischer Feldsteinbau errichtet. Sie besteht aus einem flachgedeckten einschiffigen Kirchenschiff und einem eingezogenen Kastenchor mit gotischem Gewölbe, dessen spätgotische Ausmalung sich teilweise erhalten hat. Das Vorhaus vor dem Südportal ist eine nachmittelalterliche Ergänzung. Das Nordportal wurde später zugemauert. Die Kirche besitzt einen hölzernen Glockenturm wohl von 1684, der baulich mit ihr verbunden ist.
Die Kirche liegt im Kirchspiel Kleinsolt, nicht jedoch im gleichnamigen Dorf, sondern stattdessen im weiter westlich gelegenen Dorf Freienwill, das wiederum erst später durch eine „freiwillige“ Aussiedlung aus dem Dorf Kleinwolstrup entstand. Dennoch wird die Kirche nicht nur als St.-Johannes-Kirche zu Kleinsolt benannt, sondern auch häufig als „St.-Johannes-Kirche Kleinsolt“ betitelt. Die Kirchengemeinde Großsolt-Kleinsolt umfasst die Kommunen Großsolt und Freienwill. Der Kirchenbau ist ein Kulturdenkmal Freienwills. Teile der Kirchenausstattung sowie des umliegenden Kirchhofes wurden mit als Kulturdenkmal eingetragen.

## Ausstattung
Gewölbemalerei
Im Chorgewölbe an der Ostkappe hat sich eine spätgotische Malerei erhalten. Sie stellt das Jüngste Gericht dar. Auf einem Regenbogen sitzt Jesus, der über einer Weltkugel schwebt. Flankiert wird die Szene von Nimben tragenden Engeln. Zwischen ihnen zeigen sich Menschen, die sich dem Gericht stellen. Jesus flankieren an seiner rechten Seite der Palmenzweig und zu seiner Linken das Schwert.
Taufe

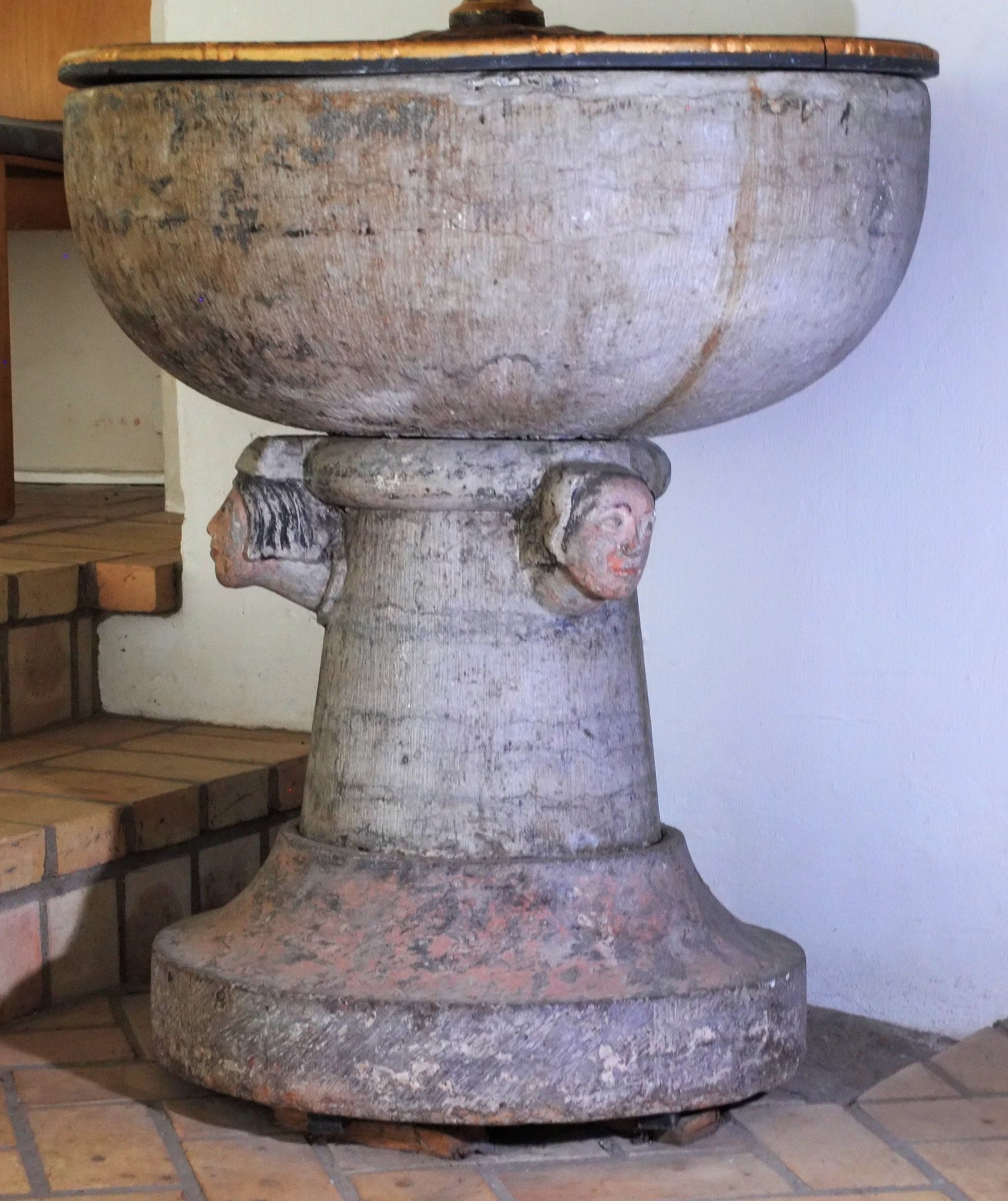
Kalksteintaufe aus dem 13. Jh.

Eine sehr außergewöhnliche gotländische Kalkstein-Taufe aus dem 13. Jahrhundert befindet sich nahe der Tür zur Sakristei. Sie besteht aus drei einzelnen Elementen: Kuppa, Schaft und Fuß. Am oberen Rand des Schaftes sind drei vollplastische Köpfe eingearbeitet. In der Ikonographie werden sie als Männerköpfe bezeichnet. Sie haben ein unterschiedliches Aussehen. Mindestens ein Kopf ist auch als Frauenkopf deutbar. Die Frisur wird von einem Tuch oder Schleier gehalten. Die gesamte Taufe hatte einst eine farbige Fassung, die bis auf deutliche Reste abgelöst wurde. Die Haare sind noch in einem schwarzen Farbton erkennbar. Gesichter zeigen noch deutlich einen leicht bräunlichen Ton und die Lippen sind deutlich rot auszumachen. Von einer üblichen vierköpfigen Darstellung, die sich auf die vier Paradiesströme bezieht, wurde hier abgewichen.
Kleines Kruzifix
Ein Kruzifix aus der Spätgotik, mit einer Corpus-Höhe von 55 cm, hat eine ganz besondere Wirkung. Das Brettkreuz ist im oberen Teil erneuert. Der Kopf des Gekreuzigten liegt auf Schulter und Brust. Es erzeugt damit eine dramatische Wirkung. Der Tod scheint soeben eingetreten. Die farbliche Fassung mit dem punktuellen Rot verstärkt diesen Eindruck. Der Lendenschurz betont mit der blaugrünen Fassung die wirkungsvolle Schnitzarbeit.
Schnitzfigur aus Eiche
Der Namenspatron dieser Kirche, Johannes der Täufer, ist an der Nordwand auf einer neueren Holzkonsole zu sehen. Der Heilige aus dem Anfang des 16. Jahrhunderts steht mit einer Höhe von 113,5 cm aufrecht. Er trägt einen Mantel, der mit zwei Knöpfen zusammengehalten wird. Ein Strick gürtet das Gewand. Wahrscheinlich ein Kamelhaarfell endet zwischen den beiden unbekleideten Füßen, mit einem großen herabhängenden Tierkopf. Der linke Arm trägt auf seine vor dem Leib gehaltene Hand ein liegendes geschlossenes Buch, auf dem ein Lamm liegt. Das Gesicht ist umfangen von wallenden gelockten Haarsträhnen. Von der Farbfassung sind nur kleine Reste auf Kreidegrund erhalten. Wurmfraß und kleine Fehlstellen sind sichtbar. Diese Holzskulptur aus Eichenholz hatte einen zwischenzeitlichen Aufenthalt im städtischen Museum in Flensburg.
Kanzel
Aus dem Jahr 1735 stammt die Kanzel, die in ihrer Form an eine Emporenkanzel erinnert. Die Gliederung ist der Renaissance entnommen. In fünf Relieffeldern sind Szenen aus der Vita Jesu dargestellt, die von barocken Fruchtgehängen flankiert werden. Auffällig an diesem Kanzelkorb sind Baldachine, die mit ihren herabfallenden Vorhängen die Szenen wie ein Theaterstück präsentieren.
Altarleuchter

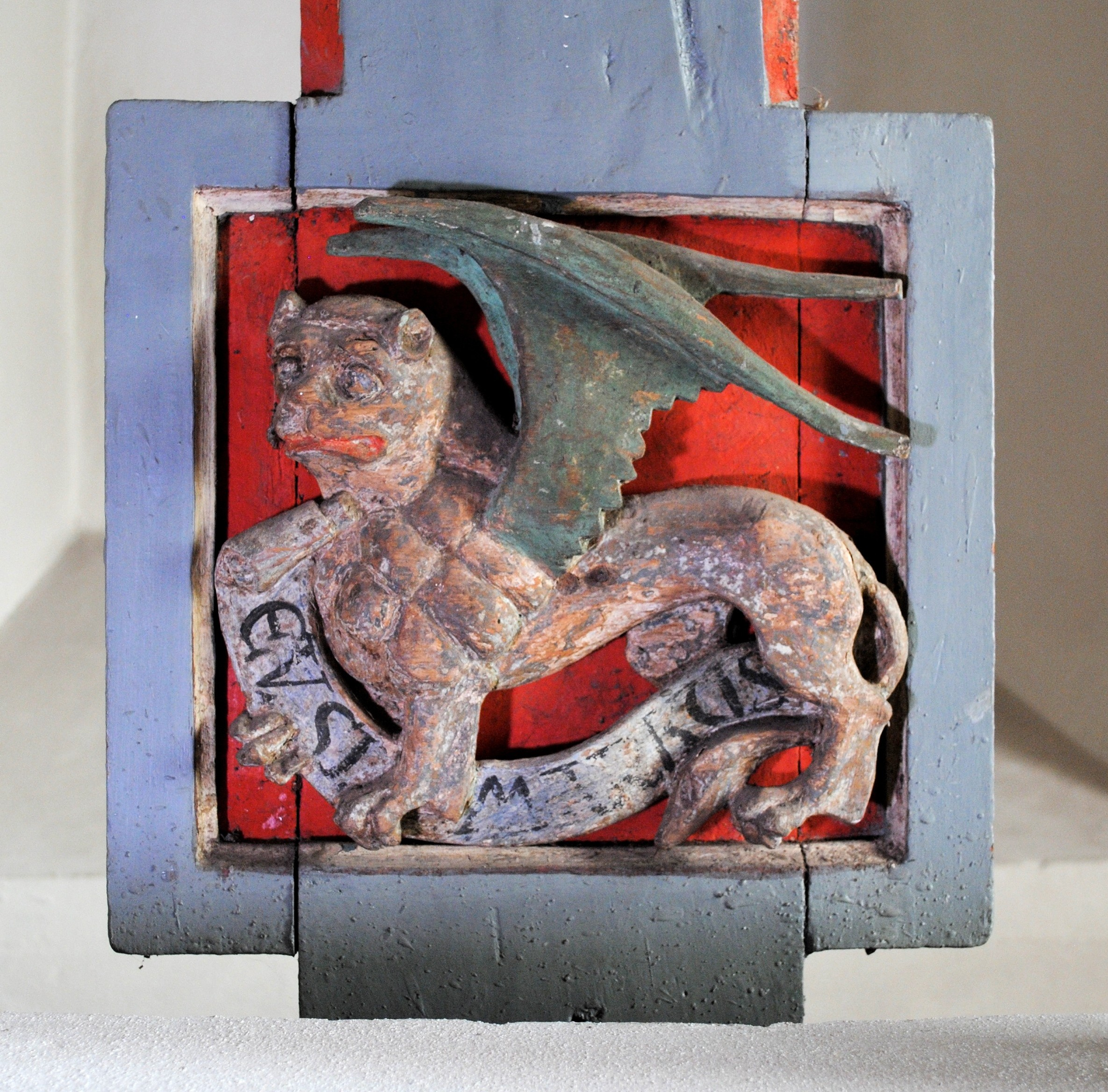
Symbol des Ev. Markus am Altarkreuz

Aus der Gotik stammt ein Altarleuchter-Paar aus Gelbguss. Drei sitzende Löwenfiguren tragen einen Schaft mit oben endender Kerzenschale. Von zwei Seiten wird diese Schale mit kleineren Kerzentellern flankiert. Diese Schalen sind im unteren Auslauf wie kleine Kronen gearbeitet. Die Höhe beträgt 33,5 cm.
Im Chor hat sich ein vorreformatorisches Sakramentshaus erhalten.
Altarkruzifix
Über dem Altar befindet sich ein Kruzifix aus dem Anfang des 16. Jh. Seine Höhe beträgt 244,5 cm. Die quadratischen Endscheiben des Brettkreuzes tragen Reliefs mit den Symbolen der vier Evangelisten. In den Spruchbändern sind ihre Namen abzulesen.
Emporenmalerei

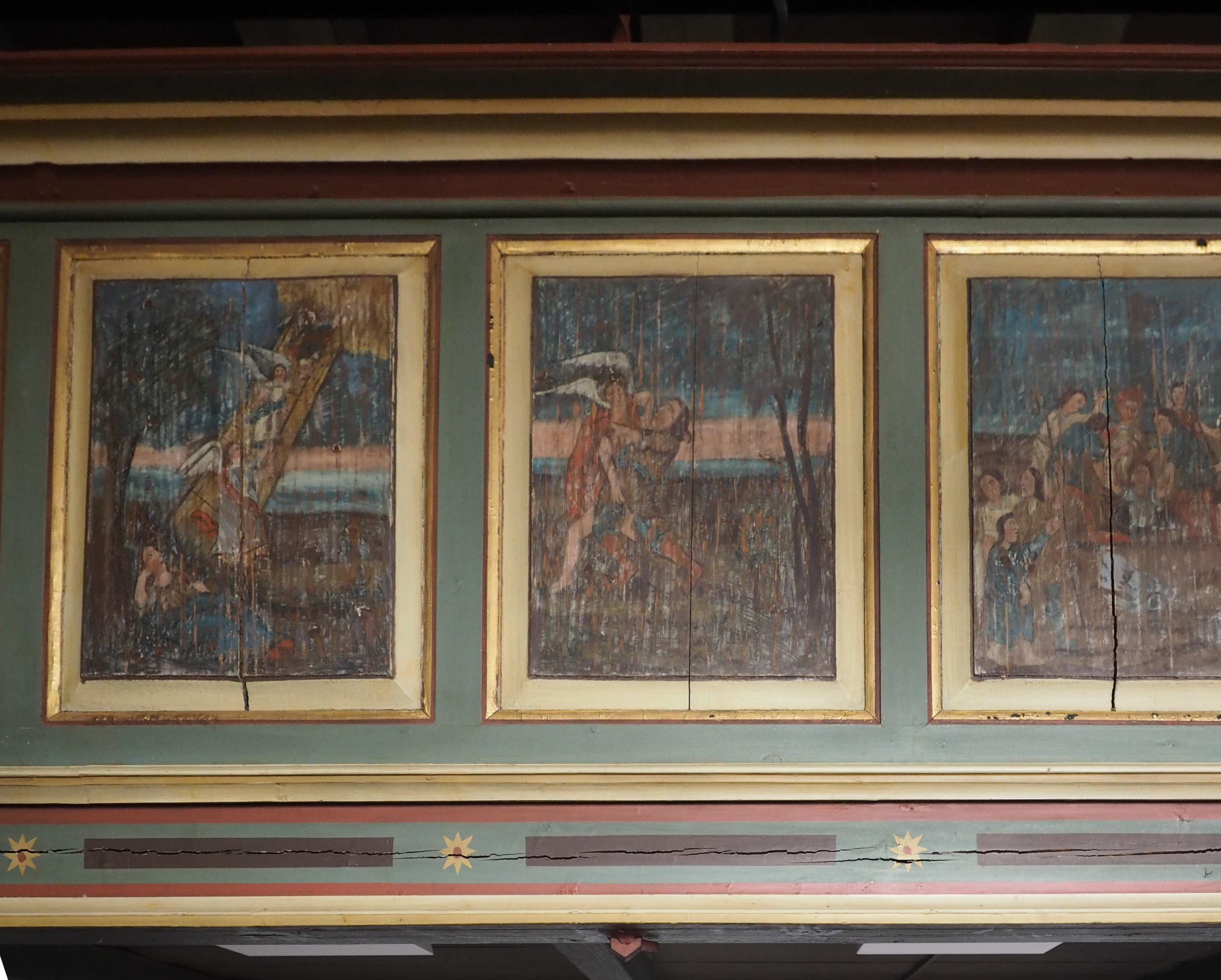
Emporenmalerei in Kleinsolt

Die Empore wurde vor 1700 gebaut. Über den Maler der 13 Emporenbilder mit Szenen aus dem Alten Testament ist nichts bekannt. Sie wurden in einer Art Bauernmalerei angefertigt. Es gibt keine Bildunterschriften. Die Bilder sind in einem schlechten Zustand. Die Farbfassung ist nur undeutlich. 
1. Noah und der Regenbogen.
2. Abraham bei Melchisedek. Nach einer Vorlage von Tobias Stimmer gemalt.
3. Drei Männer bei Abraham. Spiegelverkehrt nach einer Vorlage von Matthäus Merian gemalt.
4. Isaaks Opferung.
5. Jakob und die Himmelsleiter.
6. Der Kampf am Jabbok. Nach einer Vorlage von Matthäus Merian gemalt.
7. Josef im Brunnen.
8. Josef und die Frau des Potifars. Ähnlich der Darstellung an der Empore in der Kirche von Husby.
9. Mose im Schilfkorb. Nach einer Vorlage von Matthäus Merian gemalt.
10. Mose und der brennende Dornbusch. Spiegelverkehrt nach einer Vorlage von Matthäus Merian gemalt.
11. Die zehn Gebote. Ähnlich der Darstellung an der Empore in der Kirche von Husby.
12. Elia und Ahab und Isebel.